# Stapfiella
Stapfiella je rod grmova iz porodice Passifloraceae, potporodica Turneroideae. Postoji šest vrsta po tropskoj Africi
Vrste u ovom rodu su:
- Stapfiella claoxyloides Gilg
- Stapfiella lucida Robyns
- Stapfiella muricata Staner
- Stapfiella ulugurica Mildbr.
- Stapfiella usambarica J.Lewis
- Stapfiella zambesiensis R.Fern.

## Vanjske poveznice
- USDA PLANTS Profile